# بیلی دنبرا
ویلیام «بیل» دنبرا (به انگلیسی: William "Bill" Denbrough)، یک شخصیت خیالی داستانی و پروتاگونیست اصلی رمان ترسناک آن (۱۹۸۶) است که توسط استیون کینگ خلق شده‌است. بیلی، پسر نوجوانی است که در شهر دری زندگی می‌کند. بعد از آنکه یک روز برادرش جرجی به طرز مرموزی ناپدید می‌شود، بیلی به همراه دیگر دوستانش که به «باشگاه بازندگان» شهرت دارند تمام شهر را برای پیدا کردن جرجی جستجو می‌کنند و در این مسیر با موجود اهریمنی به نام پنی‌وایز مواجه می‌شوند که این برخورد زندگی بیلی و دوستانش را برای همیشه تغییر می‌دهد. در دوران بزرگسالی، بیلی یک نویسنده موفق در ژانر وحشت می‌شود و برای نبرد آخر با پنی‌وایز دوباره به دری بازمی‌گردد.
در اقتباس‌های صورت گرفته از رمان آن، افراد مختلفی در نقش بیلی دنبرا قرار گرفته‌اند. در نسخه مینی‌سریال ۱۹۹۰، جاناتان برندیس و ریچارد توماس به ترتیب در نقش نوجوانی و بزرگسالی وی ظاهر شدند. در اقتباس سینمایی ۲۰۱۷ و دنباله آن در سال ۲۰۱۹، جیدن مارتل در نقش نوجوانی و جیمز مک‌آووی در نقش بزرگسالی بیلی دنبرا قرار گرفتند.